# حوله

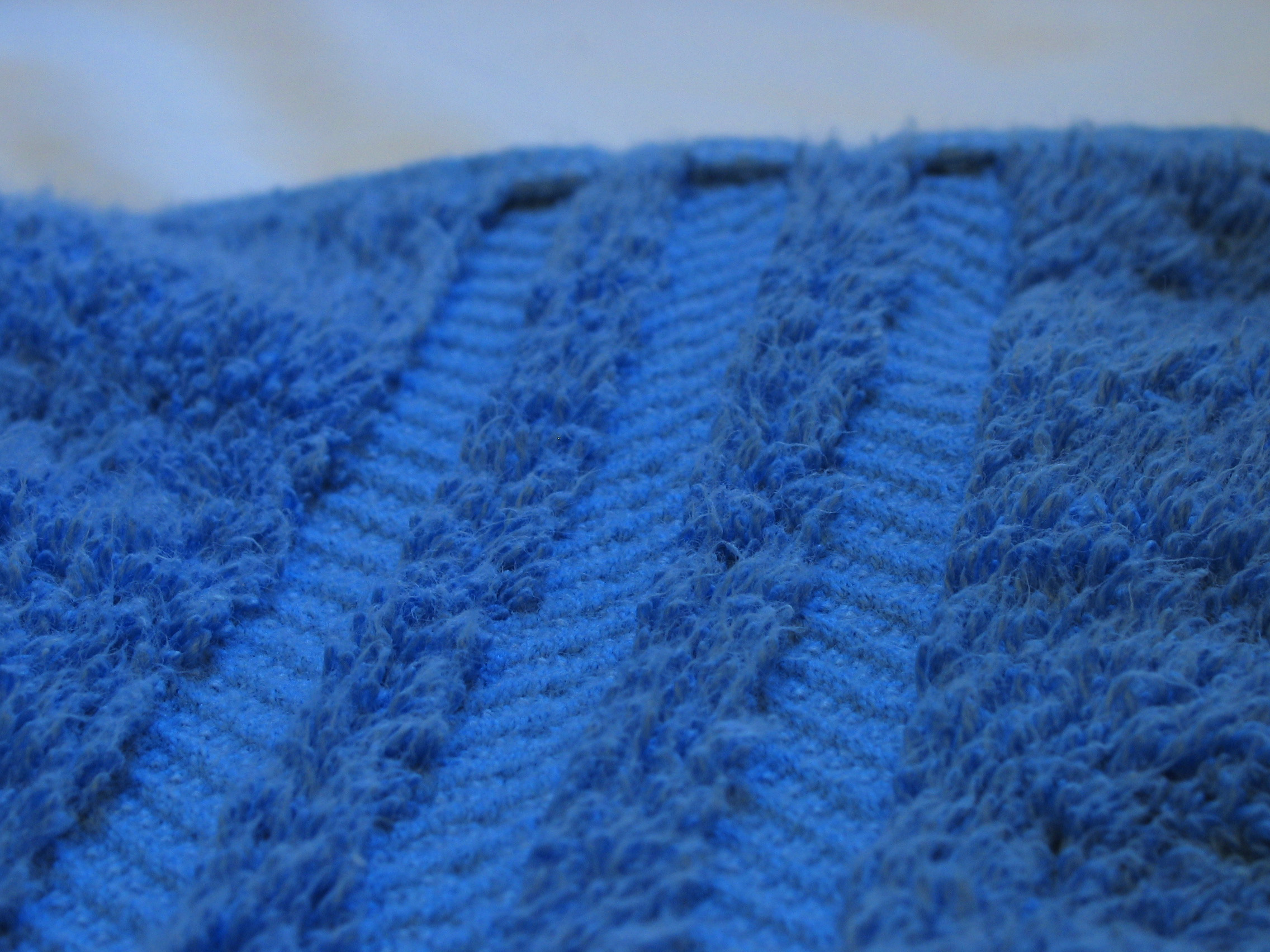
عکس نزدیک از یک حولهٔ حمام از جنس تری‌کلوث (آب‌چین) که در آن الیاف آبگیر و الگوهای تزئینی دیده می‌شوند.

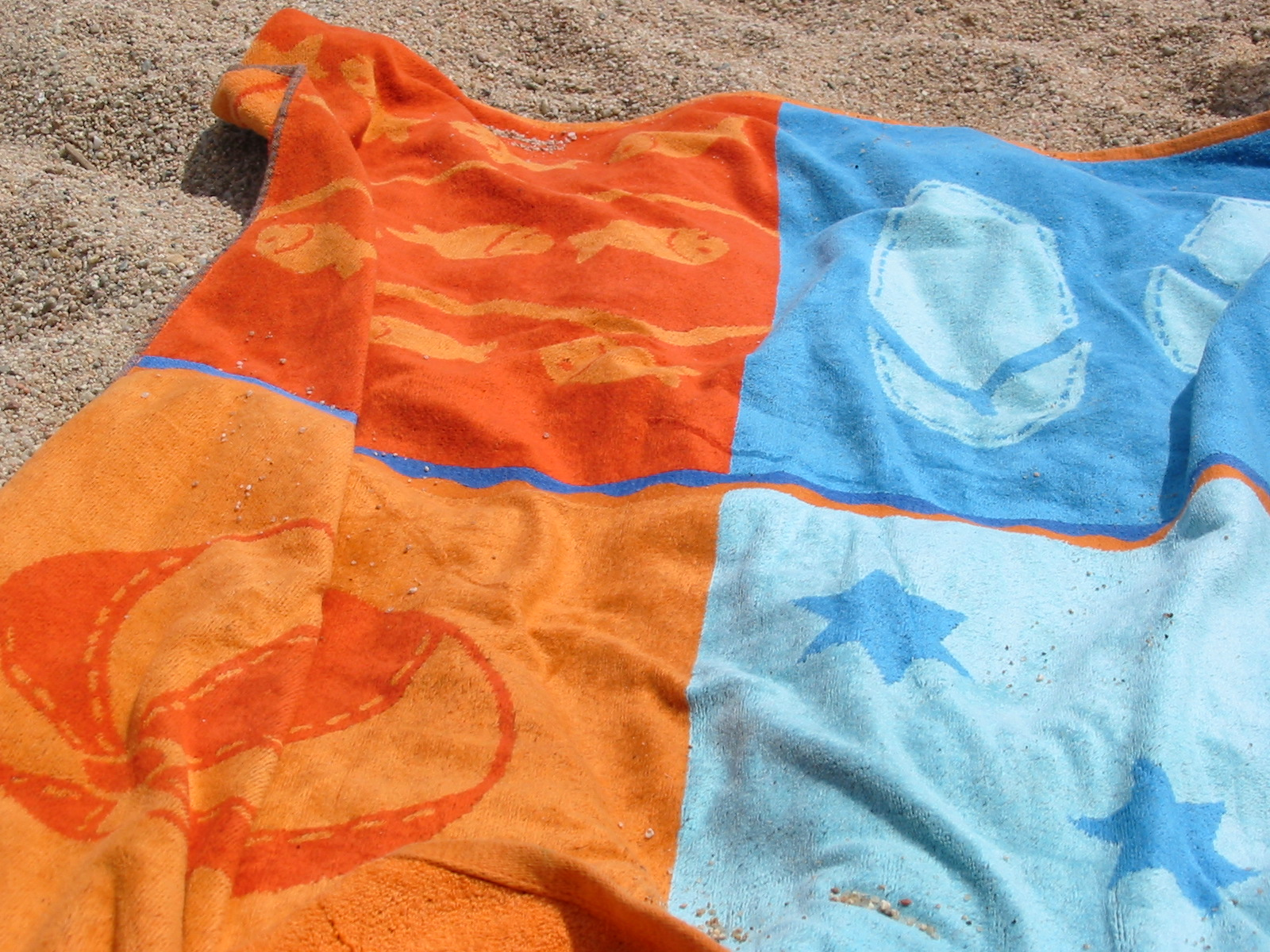
یک حولهٔ ساحلی.

حولّه ، بَشگیر یا آب‌چین تکه‌ای از الیاف جذب‌کننده مایعات، از جنس پشم، پارچه یا کاغذ است که برای خشک کردن یا پاک کردن به کار می‌رود.
حوله‌ها معمولاً دارای پُرز هستند تا خاصیت آبگیری آن‌ها بیش‌تر شود.
انواع مختلفی از حوله‌های پارچه‌ای مورد استفاده خانگی قرار می‌گیرند، از جمله حوله‌های دستی، حوله حمام و حوله‌های آشپزخانه. در آب و هوای گرم، مردم ممکن است از حوله‌های ساحلی استفاده کنند. حوله‌های کاغذی در دستشویی فضاهای تجاری یا اداری برای کاربران فراهم می‌شوند تا دست‌هایشان را خشک کنند. حوله کاغذی همچنین در استفاده خانگی برای پاک کردن، تمیز کردن و خشک کردن در کارهای مختلف استفاده می‌شود.
حوله ها کاربرد زیادی در بین خانواده ها دارند برای مثال اگر فردی از حمام
بیرون بیاید اولین کاری که انجام می دهد این است که خود را با حوله خشک می کند

## انواع حوله
- حوله حمام
- حوله قدی یا حوله پالتویی: حوله بسیار بزرگ حمام
- حوله شنا
- حوله لباسی: حوله گشاد و آستین‌داری که قبل یا بعد از استحمام به تن می‌کنند.[۲] (گونه‌ای ربدشامبر)
- حوله کاغذی
- حوله پارچه‌ای (کهنه)

هم‌چنین نوع بافت حوله می‌تواند دابی‌باف یا ژاکارد باشد.

## بررسی ریشه واژه حوله
درباره ریشه واژه حوله دو دیدگاه در دست است:
1. واژه حوله واژه ایست پارسی_ترکی؛ ساخته شده از دو بخش خواب (یا خو) به همراه پسوند ترکی لی که روی هم رفته معنای خوابدار را می‌دهد که اشاره به پرزهای روی حوله‌است. ولی چون در زبان ترکی استانبولی واک «خ» نداریم به جای خولی به آن حولی یا هولی می‌گفتند. در بازگشت این واژه به پارسی به ریخت حوله یا هوله درآمد.
2. واژه حوله از ریشه حَوَلَ عربی است که در زبان عربی معنای نیرو می‌دهد ولی در پارسی به معنای پیرامون و گرداگرد درآمده‌است. پس واژه حوله با این دید به معنای ابزار در برگرفتن یا چیزی که انسان به دور خود می‌پیچد معنا می‌شود.
3. در زبان آلمانی نیز واژه ای به شکل " Hole " داریم که به معمای گرفتن است و احتمال دارد اشاره به آب گیری از هر چیزی باشد و از راهی وارد زبان پارسی شده باشد.